# Dunwich (Wielka Brytania)
Dunwich – wieś w Anglii, w hrabstwie Suffolk, w dystrykcie East Suffolk. Leży 41 km na północny wschód od miasta Ipswich i 148 km na północny wschód od Londynu.